# Liste der Deutschen Meister im 100-km-Straßenlauf
Die erste offizielle vom Deutschen Leichtathletik-Verband (DLV) veranstaltete Meisterschaft im 100-km-Straßenlauf fand 1987 für Frauen und Männer in Rodenbach (Main-Kinzig-Kreis) statt. Von 1984 bis 1986 wurde die 100-km-Meisterschaft inoffiziell von der Deutschen Ultramarathon-Vereinigung (DUV) ausgetragen. Im Jahre 2010 fiel der Deutsche Meisterschaftslauf über die 100 km aus.
Gleichzeitig mit den Einzelmeisterschaften wurde für Frauen und Männer zusätzlich auch eine Mannschaftswertung eingeführt, die 2012, 2013 und 2015 nicht Teil des Meisterschaftsprogramms war. Bei den Frauen fiel die Teamwertung darüber hinaus in den Jahren 1988, 2003, 2007, und 2014 aus, 1994 bis 1996 sowie 1998 blieb sie inoffiziell, da nur eine Mannschaft in die Wertung kam. Die Reihenfolge der Teams ergibt sich dabei aus der Addition der Einzelzeiten der jeweils besten drei Läufer eines Vereins.
Im November 2016 verkündete der Deutsche Leichtathletik-Verband (DLV), obwohl schon im Sommer beschlossen, dass ab 2017 Ausländer ohne deutsche Staatsbürgerschaft nicht mehr an Deutschen Meisterschaften teilnehmen dürfen.
Laut DLV-Präsident Clemens Prokop soll die Regelungsänderung in erster Linie bezwecken „sicherzustellen, dass die deutschen Meisterschaften zur Ermittlung des besten deutschen Staatsangehörigen dienen“, und es wird neben der Deutschen Meisterschaft kein Wettbewerb betroffen sein. Der DLV begründete die Regeländerung auch damit den Missstand beseitigt zu haben, dass sich etwa (finanzstarke) Vereine einen regelwidrigen Vorteil durch aus dem Ausland kurzfristig eingekaufte Athleten verschafften, bei denen das Eintrittsdatum in den Verein vordatiert war, um die vorgeschriebene einjährige Mitgliedschaft vorzutäuschen, oder erhebliche Zweifel am Alter von Athleten nicht überprüft werden konnten. Nun werden aber diejenigen diskriminiert, die hier leben, schon jahrelang in Vereinen sind und bereits an Deutschen Meisterschaften teilnehmen konnten.

## Deutsche Meisterschaftsrekorde
| Einzelwertungen      | Männer | 6:26:53 h  | Rainer Müller (LTF Marpingen)                                      | Troisdorf | 10. April 1999   |
| Einzelwertungen      | Frauen | 7:18:57 h  | Birgit Lennartz (ASV Sankt Augustin)                               | Hanau     | 28. April 1990   |
| Mannschaftswertungen | Männer | 20:39:35 h | Triathlon Hub Nürnberg (Manfred Träger, Jochen Lux, Hartmut Häber) | Rodenbach | 31. Oktober 1987 |
| Mannschaftswertungen | Frauen | 24:53:26 h | TVDÄ Hanau (Hannelore Zehendner, Iris Reuter, Astrid Benöhr)       | Hanau     | 28. April 1990   |

## Gesamtdeutsche Meister seit 1991 (DLV)
| Datum         | Ort/Veranstaltung            | Männer                                                | Männer                               | Frauen                                                 | Frauen                               |
| Datum         | Ort/Veranstaltung            | Athlet                                                | Zeit [h]                             | Athletin                                               | Zeit [h]                             |
| ------------- | ---------------------------- | ----------------------------------------------------- | ------------------------------------ | ------------------------------------------------------ | ------------------------------------ |
| 21. Sep. 2024 | Kandel                       | Max Kirschbaum (LG Ohmbachsee)                        | 6:55:09                              | Katrin Ochs (LG Filder)                                | 8:13:55                              |
| 1. Apr. 2023  | Ubstadt-Weiher               | Felix Weber (sportTREND Ultralauf- und Triathlonteam) | 6:52:50                              | Katrin Gottschalk (LG Ultralauf)                       | 8:26:01                              |
| 9. Apr. 2022  | Ubstadt-Weiher               | Alexander Bock (LC Rehlingen)                         | 6:37:50                              | Katrin Gottschalk (LG Ultralauf)                       | 8:25:31                              |
| 18. Sep. 2021 | Bernau                       | André Collet (Aachener TG)                            | 6:53:22                              | Susanne Gölz (LG Ultralauf)                            | 7:54:34                              |
| 28. März 2020 | Grünheide                    | wegen der COVID-19-Pandemie abgesagt                  | wegen der COVID-19-Pandemie abgesagt | wegen der COVID-19-Pandemie abgesagt                   | wegen der COVID-19-Pandemie abgesagt |
| 21. Sep. 2019 | Bernau                       | André Collet (Aachener TG)                            | 6:46:41                              | Katrin Gottschalk (LG Ultralauf)                       | 8:12:03                              |
| 10. März 2018 | Rheine                       | Alexander Dautel (LG Nord Berlin Ultrateam)           | 7:01:04                              | Nele Alder-Baerens (Ultra Sport Club Marburg)          | 7:33:14                              |
| 24. Juni 2017 | Berlin                       | Benedikt Hoffmann (TSG 1845 Heilbronn)                | 6:48:15                              | Nele Alder-Baerens (Ultra Sport Club Marburg)          | 7:35:37                              |
| 20. Aug. 2016 | Leipzig                      | André Collet (Aachener TG)                            | 6:55:27                              | Nele Alder-Baerens (Ultra Sport Club Marburg)          | 7:29:04                              |
| 11. Apr. 2015 | St. Leon-Rot                 | Carsten Stegner (Skivereinigung Amberg)               | 7:13:38                              | Pamela Veith (TSV Kusterdingen)                        | 8:02:09                              |
| 10. Mai 2014  | Husum                        | Adam Zahoran (LG Würzburg)                            | 7:09:03                              | Pamela Veith (TSV Kusterdingen)                        | 8:15:09                              |
| 13. Apr. 2013 | Kienbaum                     | André Collet (Aachener TG)                            | 6:56:22                              | Pamela Veith (TSV Kusterdingen)                        | 8:10:53                              |
| 6. Okt. 2012  | Rodenbach                    | Michael Sommer (Eichenkreuz Schwaikheim)              | 7:12:33                              | Tanja Hooß, geb. Schäfer (LTF Marpingen)               | 8:12:14                              |
| 30. Apr. 2011 | Jüterbog                     | Michael Sommer (Eichenkreuz Schwaikheim)              | 7:13:14                              | Pamela Veith (TSV Kusterdingen)                        | 8:13:14                              |
| 2010          | Wettbewerb nicht ausgetragen | Wettbewerb nicht ausgetragen                          | Wettbewerb nicht ausgetragen         | Wettbewerb nicht ausgetragen                           | Wettbewerb nicht ausgetragen         |
| 3. Okt. 2009  | Bad Neuenahr-Ahrweiler       | Jörg Hooß (LTF Marpingen)                             | 7:21:44                              | Tanja Hooß, geb. Schäfer (LTF Marpingen)               | 7:55:37                              |
| 5. Apr. 2008  | Grünheide                    | Michael Sommer (Eichenkreuz Schwaikheim)              | 6:56:17                              | Branka Hajek (LAZ Salamander Kornwestheim-Ludwigsburg) | 8:10:38                              |
| 24. März 2007 | Grünheide                    | Michael Sommer (Eichenkreuz Schwaikheim)              | 6:56:15                              | Birgit Schönherr-Hölscher (PV-Triathlon Witten)        | 7:52:11                              |
| 29. Apr. 2006 | Rodenbach                    | Michael Sommer (Eichenkreuz Schwaikheim)              | 6:57:19                              | Birgit Schönherr-Hölscher (PV-Triathlon Witten)        | 7:48:33                              |
| 13. Aug. 2005 | Leipziger 100-km-Lauf        | Michael Sommer (Eichenkreuz Schwaikheim)              | 6:58:05                              | Carmen Hildebrand (SSC Hanau-Rodenbach)                | 8:19:55                              |
| 27. März 2004 | Grünheide                    | Michael Sommer (Eichenkreuz Schwaikheim)              | 6:59:23                              | Tanja Hooß, geb. Schäfer (LTF Marpingen)               | 7:57:52                              |
| 6. Sep. 2003  | Endingen, Peter-Lauf         | Michael Sommer (Eichenkreuz Schwaikheim)              | 6:54:36                              | Tanja Hooß, geb. Schäfer (LTF Marpingen)               | 7:47:53                              |
| 31. Aug. 2002 | Rheine-Elte                  | Volker Krajenski (SV Emmerstedt)                      | 6:58:55                              | Ricarda Botzon (LG Lüneburg)                           | 8:07:46                              |
| 12. Mai 2001  | Neuwittenbek                 | Rainer Müller (LTF Marpingen)                         | 6:38:45                              | Birgit Lennartz-Lohrengel (LLG St. Augustin)           | 7:28:31                              |
| 22. Apr. 2000 | Rodenbach                    | Rainer Müller (LTF Marpingen)                         | 6:38:48                              | Tanja Schäfer (LTF Marpingen)                          | 7:48:57                              |
| 10. Apr. 1999 | Troisdorf                    | Rainer Müller (LTF Marpingen)                         | 6:26:53                              | Tanja Schäfer (LTF Marpingen)                          | 7:38:10                              |
| 12. Sep. 1998 | Neuwittenbek                 | Rainer Müller (LTF Marpingen)                         | 6:27:20                              | Tanja Schäfer (LTF Marpingen)                          | 7:45:39                              |
| 16. Aug. 1997 | Leipziger 100-km-Lauf        | Rainer Müller (LTF Marpingen)                         | 6:46:13                              | Birgit Lennartz-Lohrengel (LLG St. Augustin)           | 7:57:03                              |
| 19. Okt. 1996 | Rodenbach                    | Kazimierz Bak (MTP Hersbruck)                         | 6:34:18                              | Jutta Philippin (SpVgg Renningen)                      | 7:55:05                              |
| 30. Apr. 1995 | Pfalzgrafenweiler            | Michael Sommer (Eichenkreuz Schwaikheim)              | 6:49:16                              | Jutta Philippin (SpVgg Renningen)                      | 8:02:49                              |
| 24. Sep. 1994 | Neuwittenbek                 | Kazimierz Bak (MTP Hersbruck)                         | 6:42:48                              | Birgit Lennartz-Lohrengel (LLG St. Augustin)           | 7:38:14                              |
| 4. Sep. 1993  | Rheine-Elte                  | Volker Becker-Wirbel (LTF Marpingen)                  | 6:46:28                              | Birgit Lennartz-Lohrengel (LG Sieg)                    | 7:46:44                              |
| 5. Sep. 1992  | Rheine-Elte                  | Burkhard Lennartz (ASV Sankt Augustin)                | 6:38:04                              | Birgit Lennartz-Lohrengel (ASV Sankt Augustin)         | 7:27:02                              |
| 12. Okt. 1991 | Scheeßel                     | Heinz Hüglin (LV Ettenheim)                           | 6:43:51                              | Birgit Lennartz (ASV Sankt Augustin)                   | 7:35:21                              |

## Meister in derBundesrepublik Deutschlandvon 1987 bis 1990 (DLV)
| Datum         | Ort/Veranstaltung | Männer                                       | Männer   | Frauen                               | Frauen   |
| Datum         | Ort/Veranstaltung | Athlet                                       | Zeit [h] | Athletin                             | Zeit [h] |
| ------------- | ----------------- | -------------------------------------------- | -------- | ------------------------------------ | -------- |
| 28. Apr. 1990 | Hanau             | Charly Doll (Freiburger FC)                  | 6:29:34  | Birgit Lennartz (ASV Sankt Augustin) | 7:18:57  |
| 30. Sep. 1989 | Unna              | Heinz Hüglin (LV Ettenheim)                  | 6:37:52  | Birgit Lennartz (ASV Sankt Augustin) | 7:26:52  |
| 8. Okt. 1988  | Hamm              | Heinz Hüglin (LV Ettenheim)                  | 6:41:41  | Birgit Lennartz (ASV Sankt Augustin) | 7:42:00  |
| 31. Okt. 1987 | Rodenbach         | Werner Dörrenbächer (SV Saar 05 Saarbrücken) | 6:34:45  | Hanni Zehendner (SG Ulm)             | 8:13:22  |

## Mannschaftswertung: Gesamtdeutsche Meister seit 1991 (DLV)
| Datum         | Ort/ Veranstaltung                          | Männer                                                                                 | Männer                                      | Frauen                                                                      | Frauen                                          |
| Datum         | Ort/ Veranstaltung                          | Verein                                                                                 | Zeit [h]                                    | Verein                                                                      | Zeit [h]                                        |
| ------------- | ------------------------------------------- | -------------------------------------------------------------------------------------- | ------------------------------------------- | --------------------------------------------------------------------------- | ----------------------------------------------- |
| 21. Sep. 2024 | Kandel                                      | LuT Aschaffenburg (Andreas Imgrund, Manfred Schott, Danny Sternkopf)                   | 27:21:38                                    | LG Ultralauf (Katrin Gottschalk, Rita Nowottny-Hupka, Dagmar Deuber)        | 31:37:47                                        |
| 1. Apr. 2023  | Ubstadt-Weiher                              | sportTREND Ultralauf- und Triathlonteam (Felix Weber, Patrick Kaczynski, Marcel Leuze) | 23:11:13                                    | LG Ultralauf (Katrin Gottschalk, Dagmar Deuber, Eva Piehlmeier)             | 33:04:23                                        |
| 9. Apr. 2022  | Ubstadt-Weiher                              | LG Nord Berlin Ultrateam (Frank Merrbach, Dirk Kiwus, Stu Thoms)                       | 28:11:18                                    | Die Laufpartner (Julia Jezek, Anne Stephan, Marieke Broeren)                | 28:42:10                                        |
| 18. Sep. 2021 | Bernau                                      | LG Ultralauf (Boris Tomaschewski, Walter Hösch, Georg Kirsch)                          | 27:01:59                                    | LG Ultralauf (Katrin Gottschalk, Anke Libuda, Dagmar Deuber)                | 27:19:57                                        |
| 28. März 2020 | Grünheide                                   | wegen der COVID-19-Pandemie abgesagt                                                   | wegen der COVID-19-Pandemie abgesagt        | wegen der COVID-19-Pandemie abgesagt                                        | wegen der COVID-19-Pandemie abgesagt            |
| 21. Sep. 2019 | Kandel                                      | TSV 1886 Kandel (Michael Ohler, Dirk Karl, Norden ben Hassan)                          | 27:01:59                                    | LG Ultralauf (Susanne Gölz, Katrin Gottschalk, Miriam Kundermann)           | 27:19:57                                        |
| 20. März 2018 | Rheine                                      | LG Nord Berlin Ultrateam (Alexander Dautel, Benjamin Brade, Stefan Thoms)              | 24:20:41                                    | LG Ultralauf 1 (Kirsten Althoff, Claudia Lederer, Rita Nowottny-Hupka)      | 28:14:12                                        |
| 24. Juni 2017 | Berlin                                      | LG Mauerweg Berlin (Sascha Dehling, Mathias De Prest, Andreas Urbaniak)                | 26:45:25                                    | LG Nord Berlin (Rebecca Walter, Annette Müller, Patricia Rolle)             | 28:45:33                                        |
| 20. Aug. 2016 | Leipzig                                     | LG Nord Berlin (Alexander Dautel, Dirk Kiwus, Benjamin Brade)                          | 23:45:08                                    | Laufgemeinschaft Ultralauf (Kirsten Althoff, Katharina Bey, Eva Piehlmeier) | 32:47:29                                        |
| 11. Apr. 2015 | St. Leon-Rot                                | in diesem Jahr keine Teamwertung                                                       | in diesem Jahr keine Teamwertung            | in diesem Jahr keine Teamwertung                                            | in diesem Jahr keine Teamwertung                |
| 10. Mai 2014  | Husum                                       | LG Würzburg (Adam Zahoran, Florian Reus, Rainer Koch)                                  | 23:21:03                                    | in diesem Jahr keine Teamwertung für die Frauen                             | in diesem Jahr keine Teamwertung für die Frauen |
| 13. Apr. 2013 | Kienbaum                                    | in diesem Jahr keine Teamwertung                                                       | in diesem Jahr keine Teamwertung            | in diesem Jahr keine Teamwertung                                            | in diesem Jahr keine Teamwertung                |
| 6. Okt. 2012  | Rodenbach                                   | in diesem Jahr keine Teamwertung                                                       | in diesem Jahr keine Teamwertung            | in diesem Jahr keine Teamwertung                                            | in diesem Jahr keine Teamwertung                |
| 30. Apr. 2011 | Jüterbog                                    | Eichenkreuz Schwaikheim (Michael Sommer, Andreas Maisch, Jochen Höschele)              | 24:37:25                                    | in diesem Jahr keine Teamwertung für die Frauen                             | in diesem Jahr keine Teamwertung für die Frauen |
| 2010          | Wettbewerb in diesem Jahr nicht ausgetragen | Wettbewerb in diesem Jahr nicht ausgetragen                                            | Wettbewerb in diesem Jahr nicht ausgetragen | Wettbewerb in diesem Jahr nicht ausgetragen                                 | Wettbewerb in diesem Jahr nicht ausgetragen     |
| 3. Okt. 2009  | Bad Neuenahr- Ahrweiler                     | SG Neukirchen-Hülchrath (Rainer König, Ralf Weis, Jörg Just)                           | 23:50:21                                    | LG Nord Berlin (Grit Seidel, Heike Pawzik, Silke Stutzke)                   | 33:25:46                                        |
| 5. Apr. 2008  | Grünheide                                   | TV Jahn Kempten (Matthias Dippacher, Thomas Miksch, Gerald Blumrich)                   | 23:54:03                                    | TV Jahn Kempten (Antje Schuhaj, Barbara Guranti, Simone Philipp)            | 27:57:04                                        |
| 24. März 2007 | Grünheide                                   | SG Neukirchen-Hülchrath (Christian Grundner, Bernd Juckel, Stefan Weigelt)             | 23:17:01                                    | In diesem Jahr keine Teamwertung für die Frauen                             | ---                                             |
| 29. Apr. 2006 | Rodenbach                                   | Eichenkreuz Schwaikheim (Michael Sommer, Armin Härle, Jochen Höschele)                 | 22:44:28                                    | TV Jahn Kempten (Antje Schuhaj, Andrea Grotz, Barbara Guaranti)             | 28:26:31                                        |
| 13. Aug. 2005 | Leipziger 100-km-Lauf                       | Eichenkreuz Schwaikheim (Michael Sommer, Jochen Höschele, Armin Härle)                 | 23:30:34                                    | SCC Berlin (Bettina Keelan, Gisela Gluth, Simone Weiske)                    | 33:25:13                                        |
| 27. März 2004 | Grünheide                                   | SuL Lößnitz (Thomas König, Stephan Bach, Mirko Hennig)                                 | 23:36:33                                    | SSC Hanau-Rodenbach (Carmen Hildebrand, Anke Drescher, Simone Stöppler)     | 26:06:17                                        |
| 6. Sep. 2003  | Endingen Peter-Lauf                         | LTF Marpingen (Jörg Hooß, Robert Teller, Johannes Schultz)                             | 23:25:26                                    | In diesem Jahr keine Teamwertung für die Frauen                             | ---                                             |
| 31. Aug. 2002 | Rheine-Elte                                 | LTF Marpingen (Jörg Hooß, Robert Feller, Werner Alles)                                 | 22:27:35                                    | LG Lüneburg (Ricarda Botzon, Suliko Berndt, Marion van Schwamen)            | 30:06:20                                        |
| 12. Mai 2001  | Neuwittenbek                                | LTF Marpingen (Rainer Müller, Werner Alles, Jörg Hooß)                                 | 21:25:20                                    | SSC Hanau-Rodenbach (Anke Drescher, Katharina Janicke, Andrea Neumer)       | 26:50:12                                        |
| 22. Apr. 2000 | Rodenbach                                   | LTF Marpingen (Rainer Müller, Jörg Hooß, Werner Alles)                                 | 21:31:21                                    | LTF Marpingen (Tanja Schäfer, Angelika Warken, Giovanna Karle)              | 27:25:32                                        |
| 10. Apr. 1999 | Troisdorf                                   | LTF Marpingen (Rainer Müller, Jürgen Hooß, Werner Alles)                               | 21:13:56                                    | LTF Marpingen (Tanja Schäfer, Angelika Warken, Martina Spaniol)             | 25:09:34                                        |
| 12. Sep. 1998 | Neuwittenbek                                | LTF Marpingen (Rainer Müller, Jürgen Hooß, Volker Becker-Wirbel)                       | 20:49:06                                    | SSC Hanau-Rodenbach (Katharina Janicke, Anke Drescher, Sabine Rielinger)    | 29:02:01 inoffiziell                            |
| 16. Aug. 1997 | Leipziger 100-km-Lauf                       | LTF Marpingen (Rainer Müller, Jörg Hooß, Volker Becker-Wirbel)                         | 21:27:41                                    | SSC Hanau/Rodenbach (Iris Reuter, Katharina Janicke, Anna Dyck)             | 27:59:19                                        |
| 19. Okt. 1996 | Rodenbach                                   | LTF Marpingen (Jörg Hooß, Robert Feller, Stefan Feller)                                | 22:15:10                                    | DLC Aachen (Antje Küpper, Maria Theißen, Marianne Gerards)                  | 27:37:50 inoffiziell                            |
| 30. Apr. 1995 | Pfalzgrafenweiler                           | LTF Marpingen (Robert Feller, Guido Joerg, Jörg Hooß)                                  | 22:34:09                                    | LTF Marpingen (Angelika Warken, Karin Bach, Marga Reidenbach)               | 30:24:11 inoffiziell                            |
| 24. Sep. 1994 | Neuwittenbek                                | LTF Marpingen (Guido Joerg, Volker Becker-Wirbel, Robert Feller)                       | 21:38:33                                    | DLC Aachen (Antje Küpper, Birgit Kieven, Simone Spellerberg-Rogowski)       | 27:20:22 inoffiziell                            |
| 4. Sep. 1993  | Rheine-Elte                                 | LTF Marpingen, (Volker Becker-Wirbel, Guido Joerg, Franz Feller)                       | 22:01:57                                    | DLC Aachen, (Antje Küpper, Maria Theißen, Irene Franken)                    | 26:49:16                                        |
| 5. Sep. 1992  | Rheine-Elte                                 | LG Braunschweig (Volker Krajenski, Helmut Dreyer, Jens Mankopf)                        | 21:09:33                                    | SCC Berlin (Sigrid Lomsky, Helga Backhaus, Christel Heine)                  | 25:28:28                                        |
| 12. Okt. 1991 | Scheeßel                                    | LTF Marpingen (Volker Becker-Wirbel, Robert Feller, Hans Grandke)                      | 21:24:32                                    | SCC Berlin (Sigrid Lomsky, Christel Heine, Stefanie Cain)                   | 26:26:04                                        |

## Mannschaftswertung: Meister in derBundesrepublik Deutschlandvon 1988 bis 1990 (DLV)
| Datum         | Ort/ Veranstaltung | Männer                                                                     | Männer   | Frauen                                                       | Frauen                                          |
| Datum         | Ort/ Veranstaltung | Verein                                                                     | Zeit [h] | Verein                                                       | Zeit [h]                                        |
| ------------- | ------------------ | -------------------------------------------------------------------------- | -------- | ------------------------------------------------------------ | ----------------------------------------------- |
| 28. Apr. 1990 | Hanau              | Triathlon Hub Nürnberg (Hartmut Häber, Manfred Träger, Karl-Heinz Neudeck) | 21:28:02 | TVDÄ Hanau (Hannelore Zehendner, Iris Reuter, Astrid Benöhr) | 24:53:26                                        |
| 30. Sep. 1989 | Unna               | LG Nürnberg (Karl-Heinz Neudeck, Hans Reich, Peter Wimmer)                 | 22:33:28 | SCC Berlin (Sigrid Lomsky, Helga Backhaus, Johanna Koths)    | 26:50:51                                        |
| 8. Okt. 1988  | Hamm               | SV Vogt (Richard Fröhlich, Gebhard Bleyer, Willi Thurner)                  | 23:55:07 | in diesem Jahr keine Teamwertung für die Frauen              | in diesem Jahr keine Teamwertung für die Frauen |
| 31. Okt. 1987 | Rodenbach          | Triathlon Hub Nürnberg (Manfred Träger, Jochen Lux, Hartmut Häber)         | 20:39:35 | SCC Berlin (Sigrid Lomsky, Christel Heine, Sabine Knoblauch) | 27:56:58                                        |